# Comportamiento antisocial

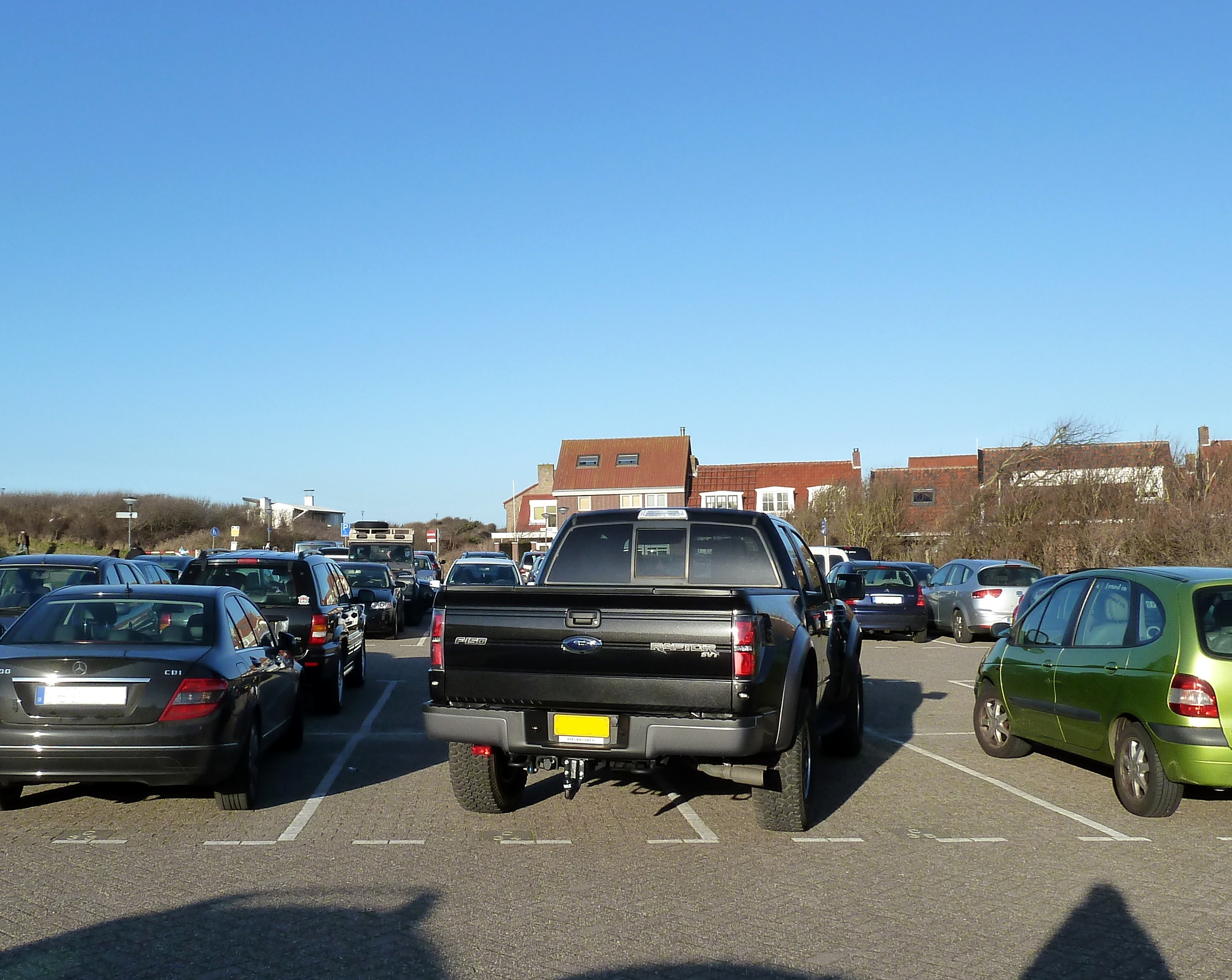
Vehículo estacionado ocupando dos plazas en un aparcamiento, un acto antisocial común en los países desarrollados.

El término comportamiento antisocial se utiliza, desde el punto de vista de la defensa del orden social, para etiquetar peyorativamente o criminalizar la conducta de no socializar con gente, no preocuparse por la seguridad de él ni de las demás personas que se considera perjudicial o peligrosa para la sociedad (peligrosidad social). También pueden denominarla así quienes llevan a cabo o promueven esas conductas; en este caso, como forma de reivindicación de una lucha social o una propuesta cultural (contracultura) por los que conscientemente optan por alterar el orden social establecido (el establishment -"lo establecido"-).
En muchos casos las conductas antisociales se consideran faltas o delitos sancionados por la ley (contra la propiedad como el robo o el vandalismo, o contra las personas, como cualquier tipo de agresión, acoso o coacción); el propio derecho penal puede entenderse como orientado a responder al comportamiento antisocial mediante la sanción de las desviaciones de la norma social que asegura la cohesión y la convivencia.
En otras ocasiones, la transgresión del orden, dada su levedad, no se considera que merezca sanción penal, sino administrativa; o incluso se la encuentra justificada o legitimada, en cuyo caso no es ilícito alguno, habiéndose definido incluso un concepto denominado "derecho a molestar".
Los cambios en la norma social derivan en la aceptación de comportamientos antes considerados antisociales, como por ejemplo la homosexualidad, que ha pasado a ser una condición o comportamiento aceptable socialmente en algunos países.
No debe confundirse el comportamiento antisocial realizado por personas en pleno uso de sus facultades,  con las conductas de personas en las que puede observarse un trastorno de la personalidad (el trastorno de personalidad antisocial o sociopatía) que suele aparecer en la infancia y se acentúa en la adolescencia y se caracteriza por la agresividad y la falta de empatía.
Tampoco con la asocialidad, definida como la falta de motivación para comprometerse en la interacción social.

## Peligrosidad Social
Según Enrique Echeburúa, la peligrosidad social es: “Probabilidad potencial de que una persona, pueda llevar a cabo alteraciones de la conducta que impliquen riesgo para quien las padece o para otras personas que les rodean con la probabilidad de que estos comportamientos impliquen hechos delictivos”. 
Y según Luis Jiménez de Asúa, “Persona que, por sus características, hábitos o normas de comportamiento, puede perturbar la convivencia social o quebrantar gravemente las normas que la rigen”.

### Criterios de la Peligrosidad.
- Personalidad: Rasgos Paranoide o impulsivos...
- Psicopatología: Delirante, antisocial…
- Delictual: Antecedentes a temprana edad…
- Motivacionales: Pederastia, necesidad de consumo…
- Psicosociales: falta de alternativas de ocio, paro...
- Reincidencia: Perseverancia en la forma de resolución…

### Valoración de la peligrosidad criminal
En la investigación psicológico de la peligrosidad es clásico ir a 2 instancias: en primer lugar, la personalidad, en amplio sentido (factores constitucionales, crianza, rasgos o disposiciones, deficiencias) y, en segundo lugar, las situaciones peligrosas, es decir, la ocasión de cometer un crimen está presente y existe un factor dinámico, la pulsión hacia el delito. Por lo tanto, el concepto de riesgo se relaciona con las nociones de peligrosidad y probabilidad.
Evaluación de la peligrosidad
Peligrosidad: Indicadores MCMI III: Inventario Multiaxial de Millon de Ev. de la Personalidad
Personalidad antisocial (Factor 6A).
Personalidad agresiva (Factor 6B).
Personalidad compulsiva (Factor 7).
Personalidad pasivo-agresiva (Factor 8A).
Personalidad destructiva (Factor 8B).
Personalidad límite (Factor C).
Personalidad paranoide (Factor P).
Hipomanía (Factor N).
Abuso de alcohol (Factor B).
Abuso de drogas (Factor T).
Pensamiento psicótico (Factor SS).
Delirios psicóticos (Factor PP).
Peligrosidad: MMPI II: Inventario Multiaxial de Personalidad de Minnesota
Desviación psicopática (Factor Pd).
Paranoia (Factor Pa).
Psicastenia (Factor Pt).
Esquizofrenia (Factor Sc).
Hipomanía (Factor Ma).
Introversión social (Factor Si).
Peligrosidad y riesgo
El concepto de riesgo se relaciona con las nociones de peligrosidad y probabilidad
El término riesgo hace referencia a un ‘peligro’ que se comprende parcialmente, de modo que su ocurrencia sólo se puede predecir con incertidumbre y en términos probabilísticos.
La valoración del riesgo es el proceso de identificación y estudio de los ‘peligros’ con el objetivo último de reducir la probabilidad de su ocurrencia
El fin de la valoración del riesgo es doble:
  (1) caracterizar el riesgo de realizar actos violentos en el futuro
  (2) elaborar intervenciones para controlar o reducir dicho riesgo
TRD de Redondo: triple riesgo delictivo
Dimensiones de riesgo (definidas a partir de pares de factores de riesgo y de protección)
Agrupadas en tres categorías o fuentes de riesgos:
Personales: como la impulsividad, el autocontrol
Apoyo prosocial: como la crianza equilibrada-desequilibrada, amigos antisociales-prosociales
Oportunidades delictivas: vulnetrabilidad diferencial para el delito u ofertas para el delito debido al contexto
FACTOR A (Personales)
Es similar a personalidad o identidad
Puede verse alterado por diferentes factores
-Disfunciones o alteraciones en el SN o el Sistema endocrino
-Experiencias traumáticas
-Distribución fenotípica de las diversas características personales, incluida la psicopatología
-Factores que pueden ser más estáticos o dinámicos (ej: psicopatía vs. distorsiones cognitivas)
Factor continuo junto a los de apoyo social
La suma de riesgos personales y riesgos psicosociales da lugar a una motivación continua delictual y antisocial
OPORTUNIDAD (Factor C)
Riesgos situacionales u oportunidades delictivas
Estos factores, podrían llegar a precipitar por sí solos una conducta delictiva
Se parte de la premisa de que tienen menor peso a la hora de explicar la misma.
Este factor determina por tanto la vulnerabilidad diferencial para el delito
RNR: Modelo Riesgo Necesidad Respuesta de Andrew, Bonta y Hoge
¿Cómo se adquiere y mantiene la conducta delictiva? Los 8 Grandes del RNR
Cuatro factores
-Actitudes/Cogniciones antisociales
-Redes y vínculos antisociales
-historia de conducta antisocial
-Patrón de personalidad antisocial
Cuatro variables a áreas
-Familia
-Escolar / Laboral
-Ocio y tiempo libre
-Abuso de sustancia
Cuatro grandes factores
1.  Cogniciones antisociales: actitudes, valores, creencias, racionalizaciones que apoyan la delincuencia, estados emocionales y cognitivos de ira, resentimiento y rebeldía hacia el sistema de justicia e identificación con el rol del delincuente
2. Redes o vínculos antisociales: relaciones cercanas con otros delincuentes y aislamiento respecto a personas pro-sociales, reforzamiento social inmediato de la conducta delictiva
3.  Historia individual de conducta antisocial: inicio precoz, participación continuada en numerosos y diversos comportamientos antisociales y delictivos en diferentes situaciones, incluida mala conducta penitenciaria
4.  Patrón de personalidad antisocial: presencia de un trastorno de personalidad antisocial según criterios diagnósticos o patrón habitual y generalizado de bajo autocontrol, impulsividad, búsqueda de sensaciones, hostilidad, baja empatía, conducta problemática en la infancia y comportamiento antisocial)
Tipos de Factores
Estáticos: Pasado, inmodificables
Historial delictivo
Dinámicos: Se puede modificar con intervención experiencia (Necesidad Criminógena)
Formación
Apoyos
Habilidades sociales, autocontrol..
Principios
Principio de riesgo: El nivel de tratamiento que ha de recibir un delincuente debe ajustarse a su nivel de riesgo. A mayor riesgo, mayor intensidad. Comportamiento violento y carrera delictiva.
Principio de Necesidad: Identifica dos grandes tipos de necesidades en el delincuente:
-Las criminógenas (estáticas y dinámicas)
-Las no criminógenas
Principio de Respuesta: Determinar la disposición a responder al tratamiento. Impulsividad, hostilidad/irritabilidad, conducta temeraria/búsqueda de sensaciones, falta de empatía/crueldad, cognición antisocial.